# Чистые пруды
Чи́стые пруды́, официально также Чистый пруд (в настоящее время пруд только один) — пруд в Москве. Исторически у стен Белого города; с XVIII века — на Чистопрудном бульваре. Это название также носит и парковая зона на бульваре.

## История

### Происхождение названия

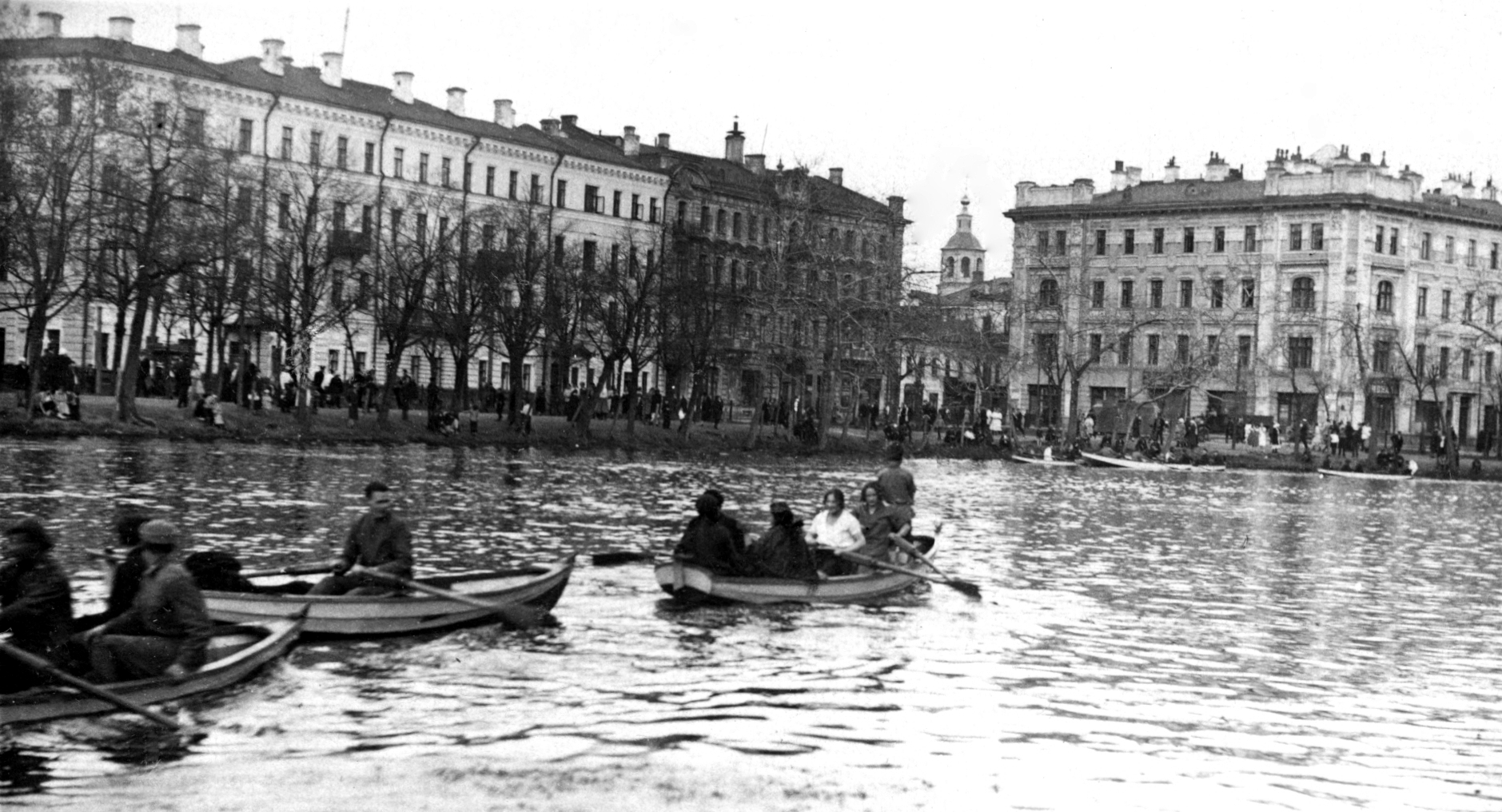
Чистые пруды в 1920-е годы

Не существует единого мнения о происхождении названия «Чистых прудов». По самой широко распространенной версии на месте нынешнего Чистого пруда в XVII веке находились «Поганые болота» или «Поганая лужа». Происхождение названия «Поганые болота» также доподлинно неизвестно. Основная версия гласит о том, что «поганым» пруд стали называть за то, что в него сбрасывали нечистоты и отходы из располагавшихся рядом на Мясницкой улице мясных лавок. По другой версии рядом с этим местом в XII веке располагалось село, принадлежащее Степану Кучке. Однажды в этом селе остановился на ночлег владимиро-суздальский князь Юрий Долгорукий, которому не понравилось, как Кучко его принял: не почте великого князя подобающею честию, яко же довлеет великим княземь, но и поносив ему к тому жь. Он приказал казнить боярина, а его тело бросить в пруд, который и стал называться Поганым.
Также есть версия, что в этом месте балты-язычники поклонялись своим богам. На Руси язычников (от латинского «paganus») называли «погаными», и это же название закрепилось за прудом. В книге путешественника и дипломата Якова Рейтенфельса «О Московитских делах» есть упоминание, что иноверцы поклоняются своим богам в Москве на Поганом пруде.
Свое современное название «Чистые пруды» получили после того, как в конце XVII века Александр Меншиков велел очистить «Поганые пруды» и запретил впредь сбрасывать туда нечистоты.
Иную версию истории «Чистых прудов» предложил москвовед Сергей Романюк: согласно его теории Поганые пруды, которые в начале XVIII века Меншиков приказал очистить, — совсем не те пруды, которые сейчас принято называть Чистыми. Те пруды находились не за стеной Белого города, а ближе к центру квартала. Известные же сейчас Чистые пруды впервые упоминаются в плане разрушения белогородской стены екатерининского времени.
С той поры, как пруды зовутся «чистыми», они стали одним из любимейших мест москвичей для прогулок и отдыха. Летом там можно было кататься на лодках, а зимой — на коньках. Известно, что на льду Чистого пруда тренировались конькобежцы: Николай Струнников, Василий Ипполитов и Яков Мельников.
В 1958 году была закрыта лодочная станция на Чистых прудах, а в 1999 открылась новая.
В 1960 году берега пруда укрепили камнями, а ещё через шесть лет — и бетоном.

### Современность

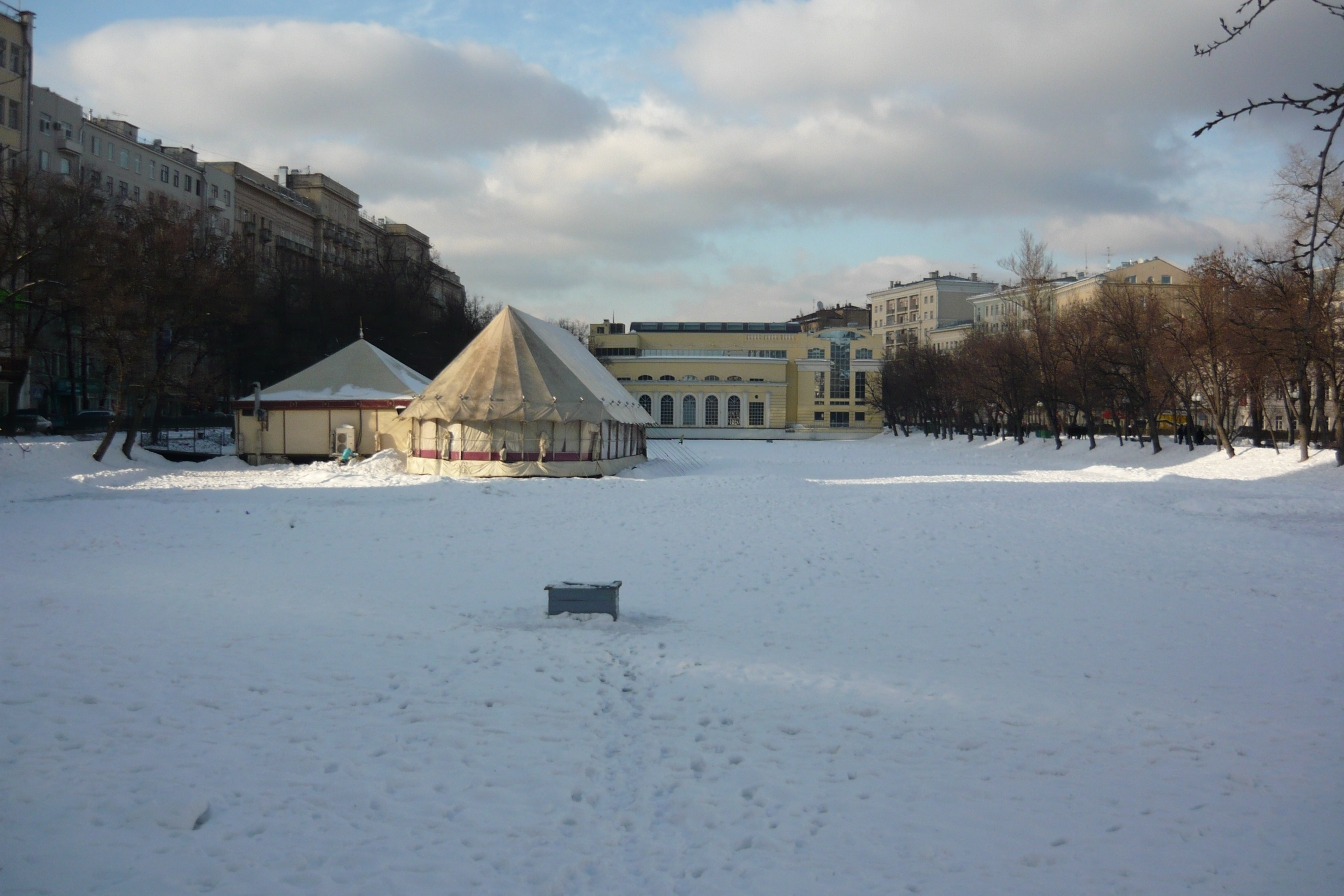
Чистые пруды зимой

В 1990 году название «Чистые пруды» получила станция московского метрополитена, которая с 1935 по 1990 год называлась «Кировская».
Начиная с 1990-х Чистые пруды стали знаменитым на всю Россию культовым «тусовочным» местом столицы, где собирается богема и неформальные группы, любители альтернативной музыки, в том числе металлисты, панки, готы, иногда скинхеды. Обычно отдыхающие люди встречаются у памятника Александру Грибоедову, лавочках и у фонтана в западной части Чистопрудного бульвара и называют это место «ЧП», «Чистаки» или просто «Чистые».
Возле Чистого пруда расположено много ресторанов и кафе, одно из которых представляет собой трамвай, курсирующий вдоль Чистопрудного бульвара.
В настоящее время территория у пруда также является постоянным местом всевозможных политических митингов и празднований футбольных побед, часто становится местом проведения различных флешмоб-акций. В зимний период пруд по-прежнему используется как стихийный ледовый каток.
Также у Чистых прудов часто проводятся фотовыставки. Художники и фотографы размещают свои произведения на стендах вдоль пруда, чтобы прохожие могли ознакомиться с ними.

## В искусстве

### В живописи

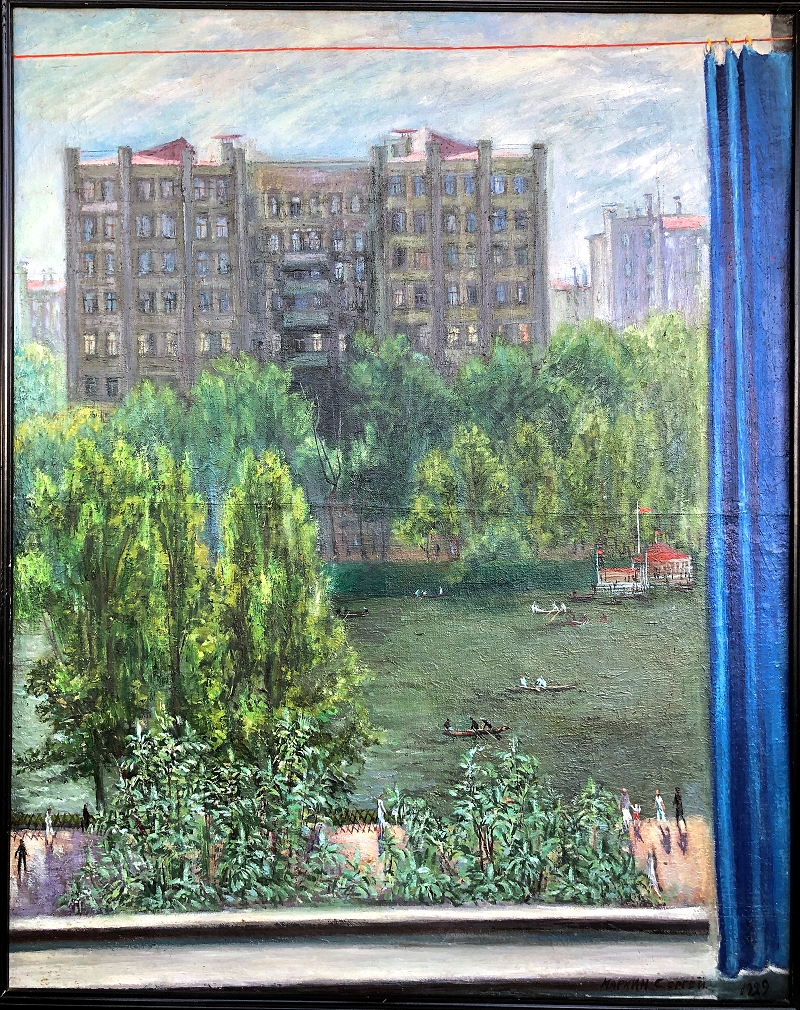
Сергей Маркин «Окно на Чистые пруды», 1929

Гурий Захаров «Чистые пруды весной», 1978

- 1929 — Чистые пруды изображены на довоенных картинах художника Сергея Маркина.
- 1978 — Гурий Захаров «Чистые пруды весной», 1978.

### В литературе
- В 1962 году вышла книга «Чистые пруды» Юрия Нагибина.
- В 1987—1991 годах издательство «Московский рабочий» выпустило четыре альманаха под названием «Чистые пруды».

### В кинематографе
- 1939 — «Подкидыш» — потерявшаяся девочка начинает своё путешествие с Чистых прудов.
- 1963 — «Я шагаю по Москве» — прогуливаясь по Чистым прудам, молодой писатель из Сибири рассказывает персонажу Никиты Михалкова о том, что раньше они назывались грязными. Здесь его кусает собака и рвёт штаны. Также рядом с Чистыми прудами под дождём идёт босая девушка, а за ней едет велосипедист с зонтом.
- 1965 — «Чистые пруды» — фильм по произведениям Юрия Нагибина.
- 1968 — «Зигзаг удачи» — две пары главных героев встречаются на зимних Чистых прудах.
- 1970 — «Белорусский вокзал» — главные герои пытаются помянуть однополчанина в ресторане у Чистых прудов.
- 1971 — «Джентльмены удачи» — Василий Алибабаевич, глядя в окно, видит детей, катающихся на замёрзших Чистых прудах.
- 1977 — «Мимино» — Валико, направляющийся в гостиницу «Россия», падает на замёрзших Чистых прудах.
- 1979 — «Место встречи изменить нельзя» — в первой серии телефильма на лавке около Чистых прудов бандиты убивают оперативника Василия Векшина (в исполнении Евгения Леонова-Гладышева).
- 1982 — «Покровские ворота» — Хоботов и Людмила садятся в трамвай на остановке у Чистых прудов. Также именно на Чистых прудах Костик впервые видит Риту, мчась мимо на мотоцикле со своим другом — байкером Савранским.
- 1985 — «Начни сначала» — бард Николай Ковалёв идёт «на поклон» к критику Зуеву, когда тот бегает вокруг Чистых прудов.
- 1993 — «Настя» — Настя едет в трамвае, который тащит БТР, мимо Чистых прудов.
- 1994 — «Мастер и Маргарита» — сцена встречи у Патриарших прудов снималась у Чистых.
- 2001 — «Яды, или Всемирная история отравлений» — Олег Волков и пенсионер Прохоров гуляют на Чистых прудах.

### В музыке
- 1962 — Песня Александра Городницкого «Чистые пруды»[7].
- 1987 — Песня «Чистые пруды» на музыку Давида Тухманова и стихи Леонида Фадеева в исполнении Игоря Талькова.
- 1990-е — Чистые пруды 1990-х годов показаны в клипе Гарика Сукачёва «Полюби меня»[8].

## Галерея

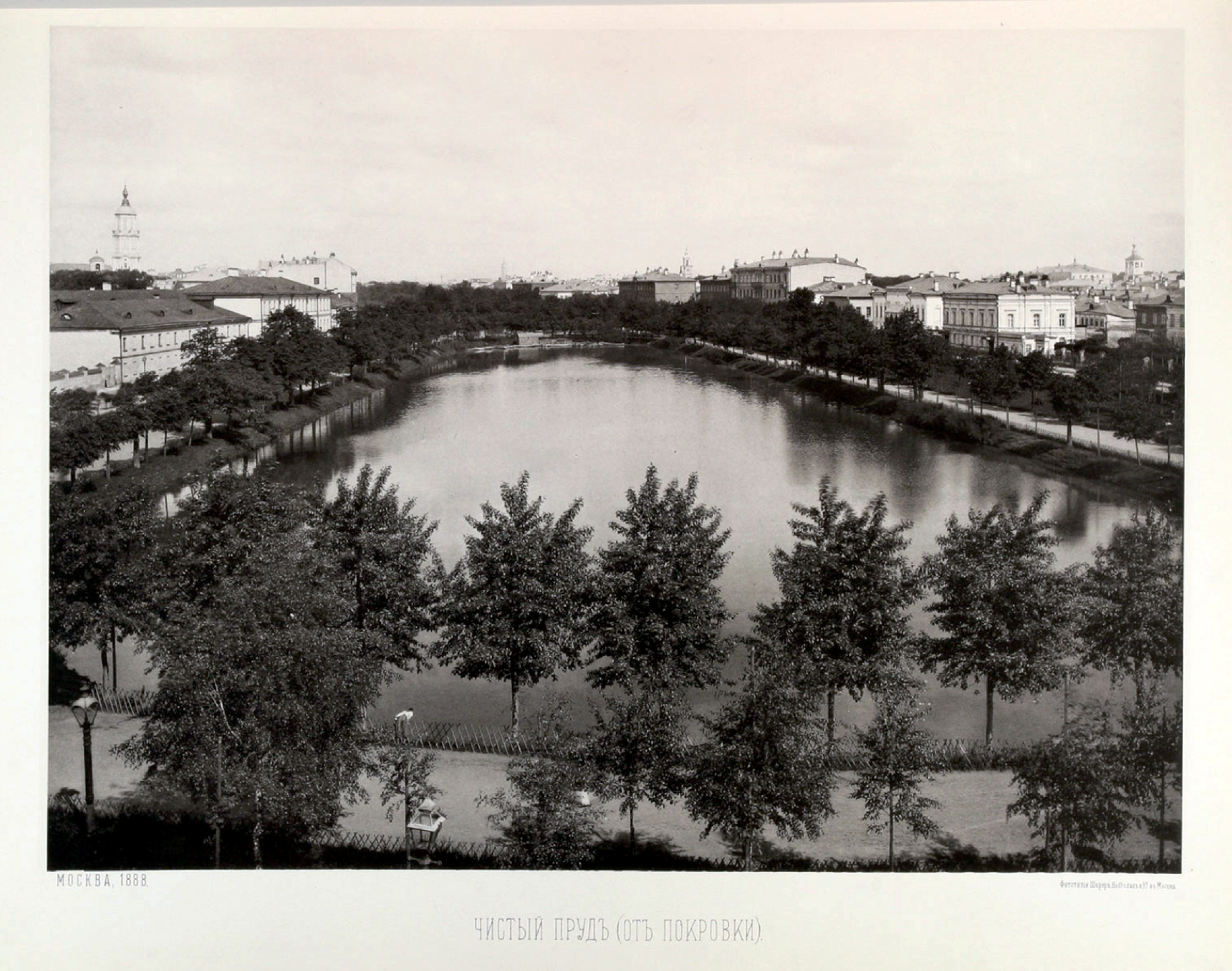
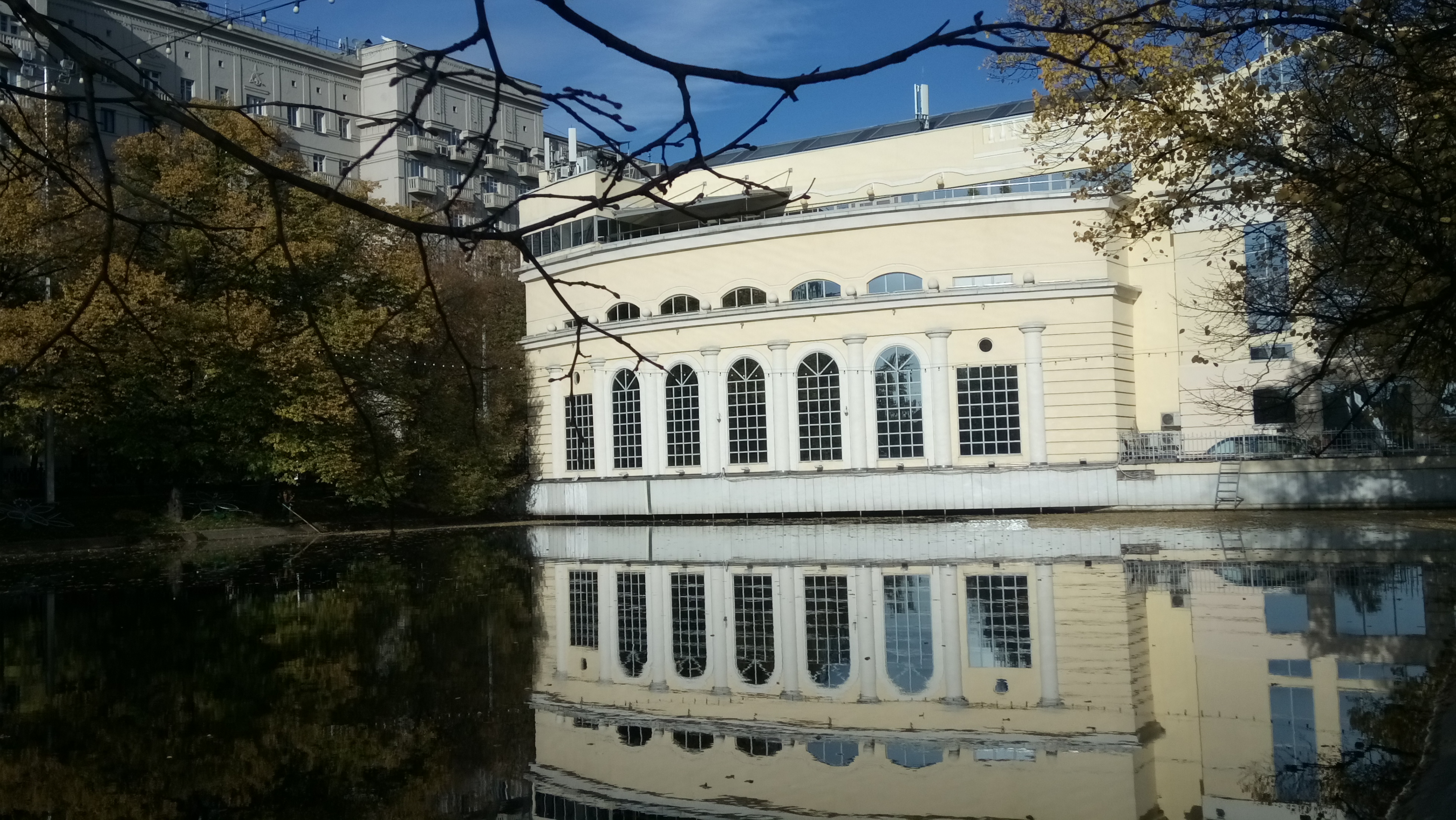
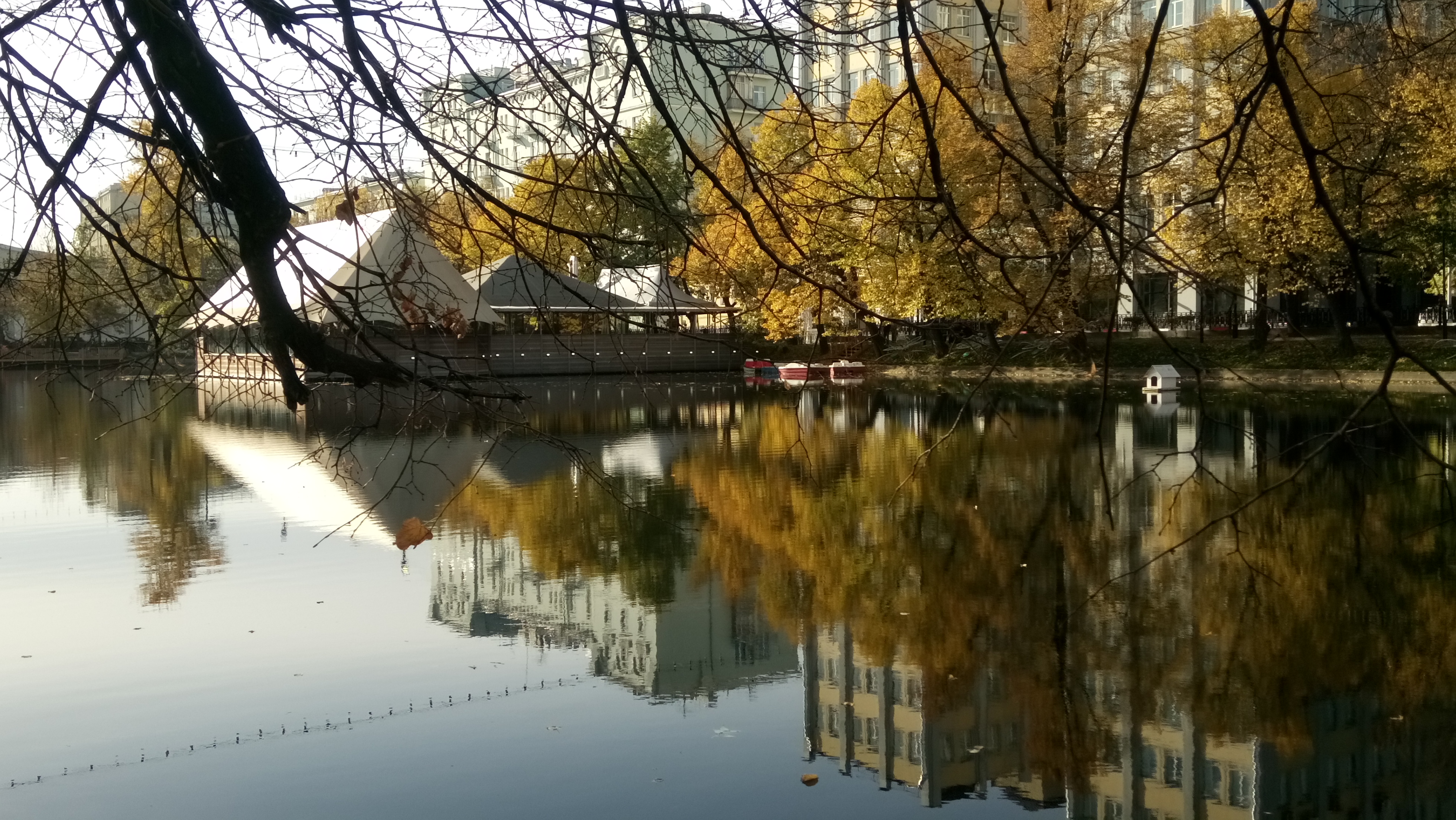
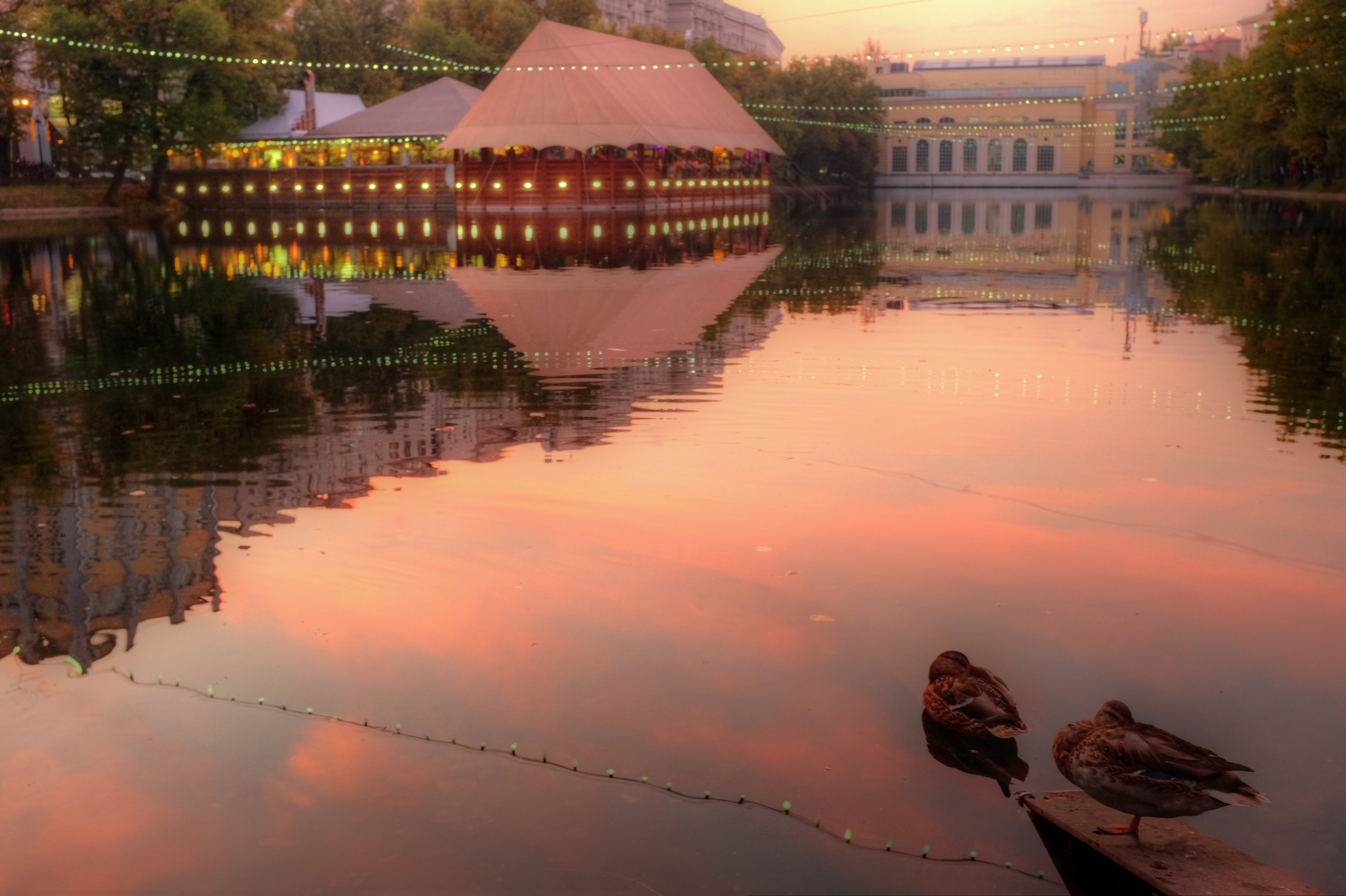